# Spiked (periodico)
Spiked (reso graficamente sp!ked) è un sito web britannico, che si occupa di politica, società, cultura e tecnologia da una prospettiva libertaria.
Fondato da Mick Hume, dal 2007 al 2021 è stato diretto dal giornalista Brendan O'Neill. Dal settembre 2021 il direttore è Tom Slater, già caporedattore.